# Max Mosley

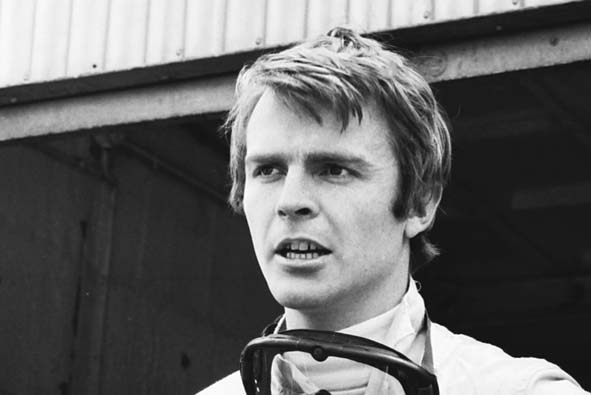
Max Mosley in seiner aktiven Rennfahrerzeit (1969)

Max Rufus Mosley (* 13. April 1940 in London; † 23. Mai 2021 ebenda) war ein britischer Rechtsanwalt, Motorsportmanager und Sportfunktionär. Mosley war von 1993 bis 2009 Präsident des internationalen Motorsportverbands FIA.

## Leben

### Jugend und Ausbildung
Max Mosley war der zweite Sohn des britischen Politikers Oswald Mosley und dessen zweiter Ehefrau Diana Mitford. Er hatte einen älteren Bruder und fünf ältere Halbgeschwister. Sein Vater Oswald Mosley war in den 1920er Jahren Unterhausabgeordneter zunächst für die Konservativen, dann als Unabhängiger und schließlich für die Labour Party, für die er auch kurzfristig einen Kabinettsposten bekleidete, bevor er 1932 die British Union of Fascists gründete und zum prominentesten Vertreter des Faschismus in Großbritannien wurde.
Während der ersten drei Lebensjahre war Max Mosley von seinen Eltern getrennt, die wegen ihrer Sympathien für den Nationalsozialismus bis 1943 als Gefahr für die nationale Sicherheit im Holloway Prison interniert waren. Anschließend lebte die Familie an wechselnden Orten, zunächst in England und ab 1950 abwechselnd in Irland und Frankreich. Von 1953 bis 1955 besuchte Max die Schule Schloss Stein, ein Internat in Bayern, wo er fließend Deutsch sprechen lernte, anschließend ein Jahr lang die private Internatsschule Millfield in Somerset. Nach weiteren zwei Jahren Schulbesuch in London studierte er zunächst Physik am Christ Church College der Universität Oxford, wandte sich nach dem ersten Examen 1961 aber der Rechtswissenschaft zu. Nach seiner juristischen Ausbildung an der Londoner Anwaltskammer Gray’s Inn wurde er 1964 als Barrister zugelassen und spezialisierte sich später auf Patent- und Warenzeichenrecht. 
Während seiner Studienzeit in Oxford war Mosley Sekretär der Oxford Union, eines berühmten Debattierklubs. Von 1961 bis 1964 diente er in der Territorial Army, wo er zum Fallschirmspringer ausgebildet wurde.
Die Northumbria University in Newcastle upon Tyne verlieh ihm 2005 den Ehrendoktor im Zivilrecht.

### Rennsport
Mosley begann seine Karriere im Rennsport als Automobilrennfahrer. Nach einigen Siegen in britischen Rennserien Mitte der 1960er Jahre fuhr er 1968 und 1969 einzelne Rennen in der Formel-2-Europameisterschaft, war dort aber nicht besonders erfolgreich. Danach gab er den aktiven Autorennsport auf und versuchte sich als Teamchef. 1969 gründete er zusammen mit einigen Freunden den Rennstall March, dessen Namen sich aus den Anfangsbuchstaben der Teamgründer zusammensetzte. Das M stand dabei für Mosley. Das March-Team belegte schon in seiner ersten Saison in der Automobil-Weltmeisterschaft den dritten Platz in der Konstrukteurswertung und konnte diesen Erfolg bei der Automobil-Weltmeisterschaft 1971 wiederholen. Mosley trat 1977 als Teamchef zurück.
Im selben Jahr begann er seine Karriere als Funktionär und Rechtsbeistand der Konstrukteursvereinigung FOCA, der Gegenspielerin der FISA. Nach dem Abschluss des Concorde Agreements verließ er 1982 die FOCA und arbeitete anschließend für die Conservative Party. 1986 kehrte er aber als Funktionär der FISA in den Motorsport zurück und wurde 1991 deren Präsident. Nachdem die FISA 1993 aufgelöst worden war, stellte sich Mosley zur Wahl des FIA-Präsidenten, die er gewann. Bis Oktober 2009 blieb er ununterbrochen Präsident der weltweit höchsten Automobilvereinigung.
Mosley kündigte im Juli 2004 an, keine Wiederwahl mehr anzustreben, kandidierte dann aber im Oktober 2005 doch und wurde ohne Gegenkandidat erneut gewählt. Seine Rücktrittsgedanken waren vor allem durch den Streit mit den Teams der Formel-1-Weltmeisterschaft ausgelöst worden, die nicht nur eine höhere Beteiligung an den Werbeeinnahmen forderten, sondern auch mit den Reglementsreformen der vergangenen Jahre unzufrieden waren. Die Hersteller drohten, ab 2008 eine eigene Rennserie zu gründen, inzwischen forderten dies nach dem Rückzug Fiats aus der GPWC nur noch Mercedes-Benz, BMW, Renault, Honda und Toyota.
Im Juni 2009 gab Mosley bekannt, sich nach Ablauf seiner Amtszeit im folgenden Oktober nicht mehr zur Wahl zu stellen. Vorausgegangen war ein heftiger Streit um eine von Mosley gewünschte Budget-Obergrenze in der Formel-1-Weltmeisterschaft von 45 Millionen Euro pro Team. Trotz einer Vielzahl von Treffen hatten sich FIA und FOTA nicht einigen können, woraufhin am 19. Juni die Rennställe Ferrari, McLaren-Mercedes, Renault, Toyota, BMW-Sauber, BrawnGP, Red Bull und Toro Rosso erneut damit drohten, die Formel 1 zu verlassen und eine eigene Rennserie zu gründen. Am 15. Juli 2009 teilte Mosley dem Vorstand der FIA mit, dass er im Oktober endgültig nicht mehr kandidieren werde und schlug als Nachfolger Jean Todt vor.

### BDSM-Skandal
Im März 2008 berichtete die britische Boulevardzeitung News of the World von der Existenz eines fünfstündigen Videos, in dem Mosley als „Gastgeber einer Sexorgie mit Prostituierten in Nazi-Uniformen“ zu sehen sei. Der Vorgang erregte erhebliches öffentliches Aufsehen und wurde von der internationalen Presse aufgegriffen. In verschiedenen öffentlichen Stellungnahmen bestritt Mosley die Echtheit des Videos nicht, betonte aber, dass es sich um bloße BDSM-Rollenspiele ohne jeden politischen Bezug zum Nationalsozialismus gehandelt habe.
Eine außerordentliche Generalversammlung der FIA in Paris am 3. Juni 2008 sprach Mosley nach geheimer Abstimmung mit fast Zweidrittelmehrheit das Vertrauen aus, vor allen Dingen aufgrund seiner Verdienste um die Sicherheit im Motorsport. Er konnte daher bis zum Ende seiner regulären Amtszeit Ende 2009 Präsident der FIA bleiben, kündigte allerdings an, sich stärker aus der Öffentlichkeitsarbeit zurückzuziehen und Aufgaben zu delegieren. Verschiedene nationale Automobilverbände, darunter der ADAC, kritisierten die in Paris getroffene Entscheidung.
Am 24. Juli 2008 entschied ein britisches Gericht, dass die News of the World mit ihrer Berichterstattung rechtswidrig in das Privatleben Mosleys eingegriffen habe, und verurteilte sie zu Schadensersatzzahlungen in Höhe von 60.000 Pfund Sterling (rund 75.000 Euro). Das Geld ließ Mosley der FIA Foundation zukommen.
In Deutschland klagte Mosley unter anderem gegen den Axel-Springer-Verlag auf 1,5 Millionen Euro Schadenersatz wegen Verletzung der Persönlichkeitsrechte durch die Berichterstattung von Bild und Bild online. In einer außergerichtlichen Einigung kamen der Verlag und Mosley überein, dass der Verlag Spenden für karitative Organisationen über insgesamt 200.000 Euro leisten musste, auf Wunsch Mosleys jeweils die Hälfte an eine Stiftung der Formel-1-Organisation und an eine Kinderklinik des Deutschen Herzzentrums Berlin. Mosley erhielt zudem die Gelegenheit, in einem der größten je in der Bild-Zeitung abgedruckten Interviews, mit einer großen Ankündigung auf der Titelseite, seine eigene Position zu den „Nazivorwürfen“ darzustellen.
Auch gegen Website-Betreiber, die rechtswidrig aufgenommene Bilder der Party Mosleys veröffentlicht hatten, sowie gegen den Suchmaschinenbetreiber Google ging Mosley gerichtlich vor. Nachdem er erstinstanzlich vor dem Landgericht Hamburg erreicht hatte, dass Google rechtsverletzende Bilder aus den Ergebnissen seiner Suchmaschine filtern und sperren musste, und Google diese Entscheidung beim Oberlandesgericht Hamburg angefochten hatte, kam es im Mai 2015 zu einer außergerichtlichen Einigung, deren Details nicht bekannt wurden.

### Privates
Mosley heiratete 1960 Jean Taylor. 1970 wurde ihr Sohn Alexander und 1972 ihr Sohn Patrick geboren. Am 5. Mai 2009 wurde Alexander Mosley im Alter von 39 Jahren tot in seiner Wohnung in Notting Hill aufgefunden. Er war an einer Überdosis Heroin gestorben.
Nachdem Mosley erfahren hatte, dass er an einem Lymphom im Endstadium litt, beging er am 23. Mai 2021 Suizid.